# Хисарлъка (Троя)
Вижте пояснителната страница за други значения на Хисарлъка.
Хисарлъка е легендарен исторически хълм разположен на 7 км от входа на Дарданелите, днес в Турция.
Придобива световна известност след като на мястото Хайнрих Шлиман разкрива археологическите останки на Троя, демитилогизирайки Омировата „Илиада“.